# スルホラン
スルホラン (sulfolane) は、有機化合物の一種で、溶媒として用いられる環状スルホン。抽出や反応の溶媒として用いられる無色無臭の液体で、ジメチルスルホキシド (DMSO) やジメチルスルホンと同様に、非プロトン性極性溶媒として用いられる。揮発性は低い。

1960年代、シェル社により、ブタジエンの精製を目的として開発された。